# Alta Creek
Alta Creek är ett vattendrag i Kanada.   Det ligger i provinsen British Columbia, i den sydvästra delen av landet, 3 500 km väster om huvudstaden Ottawa.
I omgivningarna runt Alta Creek växer i huvudsak barrskog. Runt Alta Creek är det ganska tätbefolkat, med 56 invånare per kvadratkilometer.